# Aquisgrano (distrito)
Aquisgrano ou Aquisgrão (em alemão: Aachen) é um distrito (Kreis ou Landkreis) da Alemanha localizado na região de Colónia, no estado da Renânia do Norte-Vestfália.

## Cidade e municípios

Mapa do distrito de Aquisgrano.

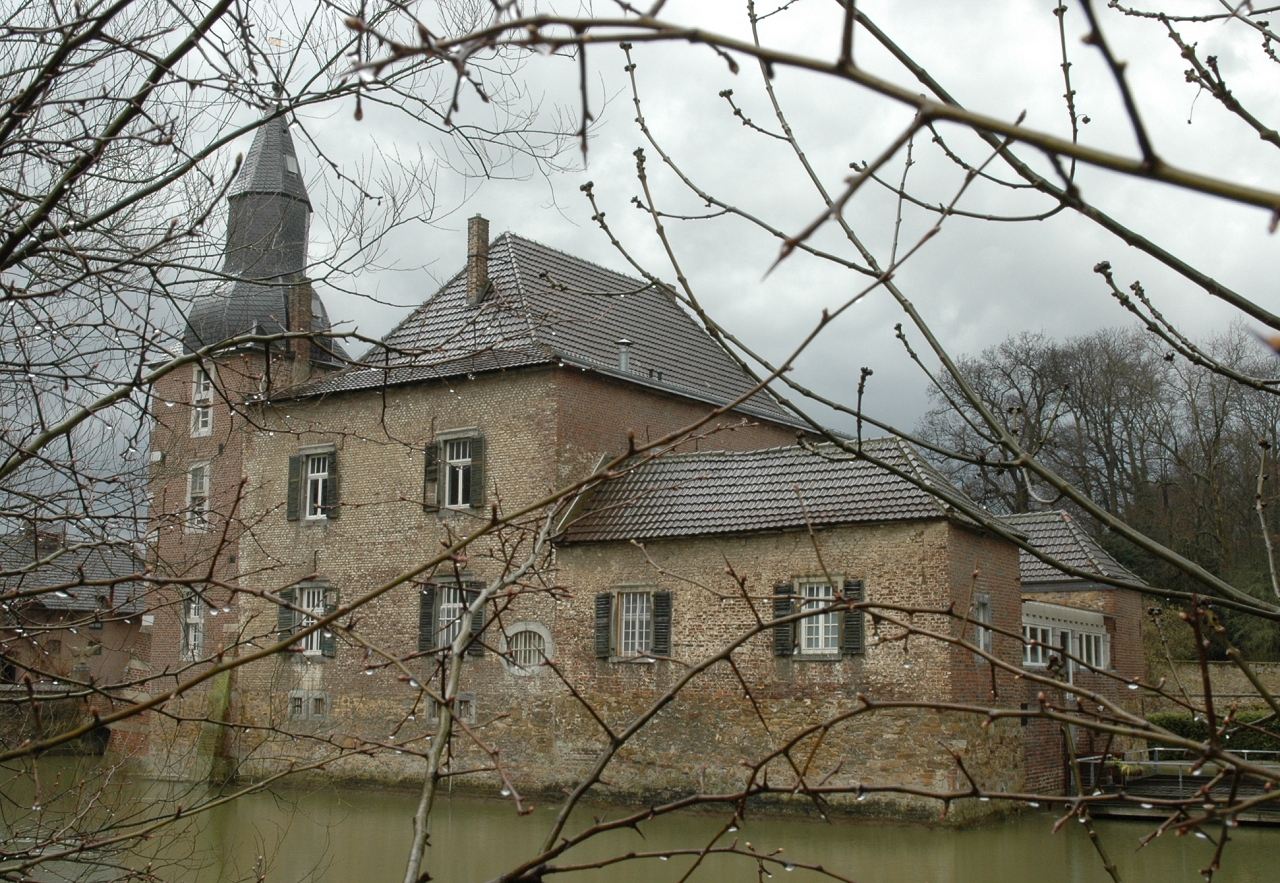
Castelo Kambach (Eschweiler).

(População em 30 de junho de 2006)
| Cidades 1. Alsdorf (46 301) 2. Baesweiler (28 198) 3. Eschweiler (55 720) 4. Herzogenrath (47 211) 5. Monschau (12 953) 6. Stolberg (58 618) 7. Würselen (37 320) | Municípios 1. Roetgen (8 175) 2. Simmerath (15 751) |